# ماری مک‌دانلد
ماری مک‌دانلد (انگلیسی: Marie McDonald؛ ۶ ژوئیهٔ ۱۹۲۳ – ۲۱ اکتبر ۱۹۶۵) یک هنرپیشه، و خواننده اهل ایالات متحده آمریکا بود.